# تپه ۳ جیحون‌آباد
تپه ۳ جیحون آباد مربوط به دوره اشکانیان - دوره ساسانیان است و در شهرستان همدان، بخش شراء، دهستان جیحون دشت، روستای جیحون آباد واقع شده و این اثر در تاریخ ۱۸ اسفند ۱۳۸۷ با شمارهٔ ثبت ۲۵۱۶۰ به‌عنوان یکی از آثار ملی ایران به ثبت رسیده است.